# 척추동물의 가축화

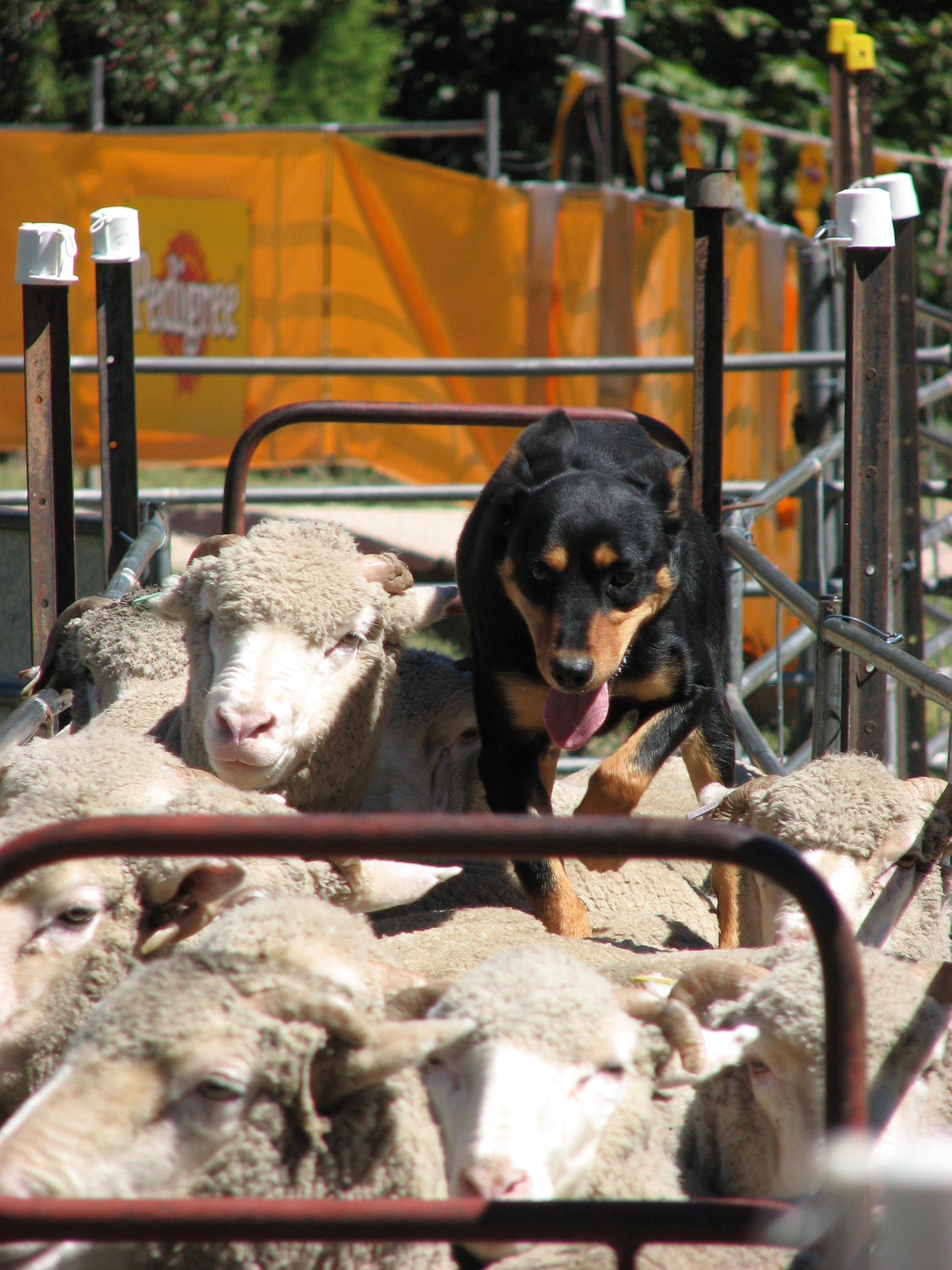
개와 양은 인간이 가축화한 최초의 동물이다.

척추동물의 가축화(domestication of vertebrates)란 인간이 아닌 척추동물과 인류가 서로 상호작용하며 척추동물을 길들이고 번식시키면서 상호간에 주는 영향을 통틀어 의미한다.
누에나방과 꿀벌 등 무척추동물도 가축화를 하였다.
찰스 다윈은 가축화된 종이 조상이었던 야생종과 달라지는 소수의 형질을 처음으로 알아냈다. 또한 다윈은 인간에게 "바람직한 형질"을 직접 선택하는 의도적인 선택교배(일종의 인위선택)과 자연선택 혹은 다른 형질의 선택으로 형질이 진화하는 비의도적인 선택이 서로 다르다는 것도 알아냈다. 가축과 야생 개체 사이에는 유전적인 차이가 있다. 또한 연구자들이 가축화 초기에 필요했다고 생각한 가축화의 형질과 야생 개체군이 실제로 따로 분리된 후 나타난 개량형질간에도 유전적인 차이가 있다는 사실을 밝혀냈다. 여기서 가축화 형질은 거의 모든 가축에게 보편적으로 나타나는 형질이며 해당 동식물의 가축화 초기에 선택교배로 나타난 형질이며 개량형질은 개별 품종이나 특정 지역의 개체군에서는 보일 수 있지만 보편적이진 않으며 일부 가축에게만 드러나는 형질이다.
가축화(Domestication)는 단순히 인간 손에 온순해짐(Taming)과 혼동해서는 안된다. 인간 손에 온순해진 동물은 단순히 야생에서 태어난 동물이 인간을 향한 자연스러운 회피가 줄어들고 인간의 존재를 받아들이게 되는 조건부적인 행동 수정을 가리키지만 가축화는 사육된 혈통 동물의 영구적인 유전적 변형이 일어난 것으로 인간을 향한 유전형질을 가지게 된 상태를 의미한다. 특정 동물 종과 그 종 내의 특정 개체는 (1) 사회조직의 규모와 조직화, (2) 짝선택의 가능성과 그 선택 가능 정도, (3) 부모가 새끼와 유대감을 형성하는 데 용이함과 속도, 출생 시 새끼의 성숙함과 이동 가능성, (4) 먹이와 서식지 내성의 유연한 정도, (5) 도피반응과 외부 자극에 대한 반응 등 인간과 새로운 외부환경에 대한 반응 등에서 특정한 행동특성을 보이기 때문에 다른 동물보다 더욱 가축화하기에 좋은 후보가 된다.
대부분의 가축화된 동물이 가축화되기까지는 (1) 인간의 틈새에 적응한 상재동물(commensals, 개, 고양이, 가금류 등이 해당), (2) 식량 및 기타 부산물을 찾는 동물(양, 염소, 소, 물소, 야크, 돼지, 순록, 라마, 알파카, 칠면조 등이 해당), (3) 경주나 비식량 자원을 위한 특정목적동물(말, 당나귀, 낙타 등이 해당) 이 세 가지의 큰 과정이 있었다고 추정된다. 최초로 가축화된 동물은 개로 농업도 시작되지 않았고 다른 동물이 가축화되기도 훨씬 전인 플라이스토세 후기에 유라시아 전역에 정착했다. 주로 부산물 관련 형질로 선택된 다른 가축과는 달리 개는 처음에 행동특성 때문에 가축으로 선택되었다. 고고학 및 유전학적 자료에 따르면 야생종과 가축화된 동물, 특히 당나귀, 말, 신/구세계의 낙타, 염소, 양, 돼지 등에서 상호간의 장기적인 유전자 이동이 보편적으로 관측되었다. 한 연구에 따르면 인간의 가축형질 선택이 야생 멧돼지에서 돼지로의 유전자 유입으로 발생하는 균질화 효과를 상쇄했고 돼지의 게놈에 일종의 "가축화의 섬"을 만들었을 가능성이 있다고 말했다. 이와 같은 방식을 다른 가축에도 적용할 수 있다. 인간이 가장 잘 길들인 동물로는 개와 고양이가 있다.

## 같이 보기
- 가축화된 동물 목록
- 잡종
- 재래 품종
- 육종
- 유생연장
- 순화 (생물학)